# Bistum Santa Rosa de Copán
Das Bistum Santa Rosa de Copán (lat.: Dioecesis Sanctae Rosae de Copán) ist eine in Honduras gelegene römisch-katholische Diözese mit Sitz in Santa Rosa de Copán.

## Geschichte
Das Bistum Santa Rosa de Copán wurde am 2. Februar 1916 durch Papst Benedikt XV. aus Gebietsabtretungen des Bistums Comayagua errichtet. Das Bistum Santa Rosa de Copán wurde dem Erzbistum Tegucigalpa als Suffraganbistum unterstellt.
Am 27. April 2021 gab das Bistum Gebietsanteile zur Errichtung des Bistums Gracias ab.
Am 26. Januar 2023 unterstellte Papst Franziskus das Bistum dem mit gleichem Datum zum Metropolitansitz erhobenen Erzbistum San Pedro Sula als Suffragan.

## Bischöfe von Santa Rosa de Copán
- Claudio María Volio y Jímenez, 1916–1926
- Ángel María Navarro, 1928–1951
- Carlos Luis Geromini, 1952–1958
- Héctor Enrique Santos Hernández SDB, 1958–1962, dann Erzbischof von Tegucigalpa
- José Carranza Chévez, 1962–1980
- Luis Alfonso Santos Villeda SDB, 1984–2011
- Darwin Rudy Andino Ramírez CRS, 2011–2024
- Héctor David García Osorio, seit 2025